# Iglesia de Dios Unida, Una Asociación Internacional
La Iglesia de Dios Unida, Una Asociación Internacional o IDUAI  (En inglés: United Church of God, an International Association - UCGIA o simplemente UCG)  es una denominación religiosa cristiana con sede en los Estados Unidos. Es una de las varias iglesias desprendidas de la Iglesia de Dios Universal (Worldwide Church of God) (WCG) fundada por Herbert W. Armstrong.
IDUAI se denomina a sí misma como “La Iglesia de Dios Unida, Una Asociación Internacional”, con las últimas tres palabras italizadas, para diferenciarse de congregaciones locales y denominaciones con nombres similares. La UCG afirma no estar asociada con ninguna otra organización o denominación.

## Fundación
Luego del fallecimiento de Herbert Armstrong en 1986, la cúpula directiva de la WCG introdujo una serie de cambios doctrinales importantes a partir de 1994, los que alteraron significativamente las creencias fundamentales y objetivos de la WCG original dirigiéndolos hacia la dirección de la ortodoxia cristiana histórica. Un gran segmento de sus miembros deseaban mantener lo que alegaban eran las enseñanzas fundamentales del primer siglo del Cristianismo y en consecuencia se separaron de la WCG para fundar sus propias organizaciones. La UCG fue establecida en mayo de 1995 y es la más grande de esas organizaciones.
IDUAI fue fundada en una conferencia organizada en Indianápolis, Indiana, en la primavera de 1995, a la que asistieron ministros y exministros de la WCG, preocupados por los cambios doctrinales introducidos en la iglesia. El primer presidente de la UCG fue David Hulme, que abandonó la organización luego de ser destituido de su cargo por rehusarse a mudar la oficina central de la iglesia a Ohio en 1998, entre otras razones. . Luego de esto formó un nuevo grupo llamado Iglesia de Dios, una Comunidad Internacional. Luego de Hulme, los seleccionados para servir como presidente por el Concejo de Ancianos fueron: Les McCullough en 1998, Roy Holladay en 2002, Clyde Kilough en 2005, Dennis Luker en 2010 y Víctor Kubik en mayo de 2013. En 2022 Rick Shabi fue elegido como el nuevo presidente de la organización.

## Gobierno
A diferencia de la organización unipersonal y verticalista que caracterizó a la WCG, la UCG está gobernada por un “Concejo de Ancianos” de 12 hombres, que es elegido por los ministros asalariados y los ministros laicos de la iglesia. Realiza tareas que incluyen la aprobación del presupuesto, planificación operativa, planificación estratégica, elección de los miembros del concejo de la iglesia, participación en seminarios, y establecer las políticas y doctrina de la Iglesia.
La Sede Internacional de la UCG (conocida como “Oficina Central”) y está ubicada en Milford, Ohio, un suburbio de Cincinnati, Ohio. El Presidente actúa como el vocero oficial de la iglesia y tiene a su cargo la responsabilidad administrativa de las funciones en el día a día, como son la administración de los ministerios asalariados y las publicaciones.
El presidente es nombrado, y puede ser removido de su puesto, por el Consejo de Ancianos (CDA). El CDA debe estar aconsejado por la Conferencia General de Ancianos, y los miembros del CDA sirven a través de un sistema rotativo de elecciones, donde cuatro de los doce hombres pasan a reelección o reemplazo cada año.

## Doctrina
La UCG sigue y cree en varios de los principios doctrinales fundamentales compartidos por otras iglesias cristianas, como la inspiración de la Escrituras, la resurrección del cuerpo de Cristo, y las tres ordenanzas del bautismo, y está de acuerdo con la teología protestante en lo referente al dogma de “sola escritura”, y que la Justificación es un don dado libremente por Dios. Como muchas iglesias cristianas, también cree en la resurrección de los muertos, el Milenarismo, el bautismo por inmersión, el creacionismo de la restitución. Además, es fuertemente adventista, creyendo que el regreso de Cristo es inminente, e interpretando los eventos actuales a la luz de las profecías bíblicas. Sin embargo, sus enseñanzas difieren de la teología tradicional católica y protestante en varias áreas fundamentales:
- Creencia en el Restauracionismo: Como muchas iglesias del movimiento restauracionista, la UCG cree que varias de las enseñanzas tradicionales de nuestra época provienen de la corrupción doctrinal sufrida bajo la influencia de la filosofía grecorromana, Gnosticismo, antisemitismo y malas traducciones, ocurridas en la historia temprana de la iglesia. Gran parte de la doctrina de la UCG que se diferencia del cristianismo tradicional, es el resultado de un esfuerzo de separar esas influencias y tradiciones de lo que se cree son las creencias y prácticas de Jesucristo y de la iglesia Apostólica original.[15][16][17] La UCG sostiene que la Iglesia católica, y la mayoría de las denominaciones protestantes actuales han sincretizado erróneamente varias doctrinas y prácticas paganas. Por ejemplo, la UCG enseña que los orígenes paganos antiguos de las celebraciones cristianas (especialmente la Navidad, Día de Muertos, Halloween, Pascua, Día de San Valentín) las hace inapropiadas para los auténticos cristianos.[18][19][20][21][22][23]

- Creencia no trinitaria, esto es, que el Espíritu Santo es el espíritu o poder de Dios y de Jesucristo, en lugar de ser una persona separada en la Divinidad. Dios “el Padre” y Jesucristo son entendidos como dos entidades diferenciadas en la “Familia de Dios”, unidas únicamente en propósito.[24]

- Creencia que los cristianos son engendrados como niños en la Familia de Dios, y que a su resurrección se convierten en “seres divinos nacidos del espíritu como parte de los Elohim, la familia de Dios que gobierna el universo”.[25]

- Creencia que el meollo del mensaje de Jesucristo era el advenimiento, literalmente, de un Reino en la Tierra, y que las personas que sean “salvadas” no irán al cielo, sino que vivirán y reinarán eternamente con Jesucristo en la tierra luego de su segunda venida. Y que como consecuencia de esto compartirán el gobierno de todo el universo como parte de la “Familia de Dios”. La UCG también asevera que el destino final de los malvados incorregibles no es la tortura eterna sino la aniquilación o destrucción permanente.[26]

- Creencia en el Israelismo Británico, que es la enseñanza que los pueblos de ascendencia Europea Occidental, primariamente las colonias británicas originales y los Estados Unidos, son los descendientes físicos directos de las Diez Tribus Perdidas del reino del norte del antiguo Israel. Mientras que los judíos históricos (y el Israel moderno) son descendientes del antiguo reino del sur de Judá. Esta creencia no se emplea supuestamente para aseverar ninguna superioridad racial o étnica, sino únicamente para interpretar las profecías de los tiempos del fin que se cree que están dirigidas a Estados Unidos y Europa.[27]

- Creencia que la ley del Antiguo Testamento no ha sido derogada, y que sigue vigente en el “Nuevo Pacto” de modo que ciertos mandamientos se aplican a los cristianos actuales. Esto incluye los Diez Mandamientos y las enseñanzas referidas a las carnes limpias e inmundas, el cumplimiento literal de festividades sagradas como comer pan sin levadura durante los “Días de Panes Sin Levadura”, y vivir en habitaciones temporales durante la Fiesta de los Tabernáculos. Estas creencias excluyen las leyes civiles y de sacrificios del templo,[28] pero incluye la obediencia literal del Sabbath (desde el atardecer del viernes hasta el atardecer del sábado) y los Días Santos del Antiguo Testamento, las restricciones dietarias,[29] y la condenación de la práctica de todos los pecados sexuales identificados por Dios en las Sagradas Escrituras.[30]

- Creencia que la gente que no conoce o no comprende la verdad de la Biblia durante su vida, tendrá tiempo para aprender sus enseñanzas luego de la Segunda Resurrección a una nueva vida. Luego de vivir de nuevo en el mundo milenario bajo el Reinad de Dios, aquellos que continúen en su rechazo del Espíritu Santo de Dios y su forma de vida serán aniquilados luego de la Tercer Resurrección junto con los incorregibles ex creyentes que se hayan alejado de Dios. Serán destruidos en la tercera resurrección (la “resurrección de fuego”) en el Lago de Fuego, junto con Satán y sus demonios.[31]

- Creencia en el diezmo bíblico, una donación del 10 por ciento de los ingresos de cada miembro a la iglesia para financiar su la misión evangélica.[32] A los miembros se les instruye separar un segundo diezmo, un 10 por ciento adicional, para su propio uso personal en observancia de los festivales religiosos anuales de la iglesia, particularmente la Fiesta de Tabernáculos.[33]

## Centro Bíblico Ambasador (ABC)
El Centro Bíblico Ambasador (Ambassador Bible College)(ABC), es un programa educativo intensivo de nueve meses de duración enfocado en la Biblia, la vida cristiana y las doctrinas fundamentales de la Iglesia de Dios Unida. El programa busca preparar a los jóvenes adultos para el liderazgo y el servicio, y comenzar a prepararlos para el deber de enseñar a las generaciones futuras. El curriculum estudia detalladamente la doctrina y guía a los estudiantes en forma sistemática por el estudio de los libros de la Biblia.

## Misión y los Medios
La UCG afirma que: “La misión de la Iglesia de Dios es predicar el evangelio de Jesucristo y el Reino de Dios en todo el mundo, hacer discípulos en todas las naciones y velar por esos discípulos”. En consecuencia, se pone énfasis en la proclamación del “Reino de Dios” al público en general, a través de varios medios que van de Twitter y YouTube a medios más tradicionales como la radio, publicaciones y televisión.
La UCG publica y produce los siguientes medios:
- Beyond Today (antes The Good News o Las Buenas Noticias) es la publicación principal de la UCG. Es una revista gratuita y se publica bimensualmente. Esta revista contiene artículos que tratan acerca de las profecías bíblicas, noticias y tendencias mundiales, temas sociales, doctrina de la iglesia, y la vida cristiana.

- El programa Beyond Today TV sale al aire por WGN America y la red WORD Network, y se emite en 28 estaciones de TV por cable de acceso público. Está suplementada por un sitio web multimedia y una presencia en YouTube, además de un canal dedicado en la plataforma Roku.

- Vertical Thought es una publicación digital trimestral para los jóvenes. Contiene artículos provenientes tanto de ministros de la iglesia como de jóvenes, y su objetivo es fortalecer la fe cristiana de su audiencia juvenil. A partir del año 2013 la versión impresa se suspendió y actualmente se encuentra disponible únicamente en línea.

- The United News es un boletín dedicado a las noticias y eventos en la Iglesia de Dios Unida. Este boletín tiene artículos acerca de las misiones de la UCG, actividades de la iglesia, informes sobre su gobierno, artículos doctrinales y sobre la vida cristiana, y anuncios de nacimientos y fallecimientos de sus miembros.

Además de las publicaciones detalladas, la UCG ha producido 33 cuadernillos sobre varios temas bíblicos, un curso de estudio de la Biblia de 12 lecciones, un programa sistematizado de lectura de la Biblia con comentarios, varias reimpresiones de artículos, programas de televisión locales de acceso público y un sitio web. En septiembre de 2011 comenzó una serie de seminarios llamados "Seminarios del Reino de Dios," que se realizaron en distintos lugares de todo el mundo.

## La década de 2010: cisma y dimisión
La UCG ha sufrido una cantidad de divisiones menores en su historia. En 2008, la decisión de mover la Oficina Central a Texas fue rescindida, causando una considerable tensión entre el Concejo de Ancianos y la Conferencia General de Ancianos. En 2009 renunciaron dos miembros del Concejo de Ancianos: el entonces presidente, Clyde Kilough cuya renuncia fue efectiva el 28 de julio de 2009, y Richard Thompson, efectiva el 27 de julio de 2009. Una carta emitida por el Concejo de Ancianos refería que las dimisiones fueron por “motivos personales”.
La mayor división y salida de miembros de la UCG fue a fines de 2010 y principios de 2011, cuando las tensiones surgidas por la anulada mudanza a Texas y disputas de gobierno continuaron en alza, llevando al Concejo de Ancianos a solicitar (y aceptar) la renuncia de Clyde Kilough como Presidente de la UCG. También se aceptó la renuncia de Jim Franks (Servicios Ministeriales) y Larry Salyer (Operaciones de Medios). El pedido de renuncia a Kilough fue a causa de una resolución que él había elaborado con otros miembros de la administración, que proponía que la estructura de gobierno de la UCG fuese reformada. Esta resolución fue remitida directamente la Conferencia General de Ancianos según lo permitido por la constitución y estatutos, pero pasando por alto su revisión por el Concejo de Ancianos, lo que movilizó al Concejo de Ancianos a remover a Kilough y a reintegrar a Roy Holladay como Presidente provisional hasta la elección de un nuevo Presidente. Dennis Luker fue designado presidente el 24 de junio de 2010, pero las tensiones con un grupo de ministros siguió en aumento, finalizando en la renuncia a la UCG de docenas de pastores y ancianos locales en diciembre de 2010.
A principios de 2011 esos ministros se reunieron en Louisville, Kentucky para formar un nuevo grupo, la “Iglesia de Dios, una Asociación Mundial” con Kilough como presidente. Estas dimisiones fueron el resultado de un creciente conflicto entre el Concejo de Ancianos de la UCG y personal que había estado anteriormente cumpliendo funciones administrativas y en el Concejo.
En octubre de 2012, el presidente del Concejo de Ancianos, Melvin Rhodes, fue convocado a regresar de un viaje en el extranjero para enfrentar una acusación que el presidente Luker describió únicamente como “comportamiento no-cristiano… prohibido por los criterios bíblicos”. Se reporta que Rhodes admitió su conducta indebida, renunció como Presidente, y luego renunció como ministro de la UCG y empleado.
Luker falleció de cáncer en marzo de 2013, antes de completar su término como Presidente. Fue sucedido por Víctor Kubik.

## Categorías
- Datos: Q1397517